# 大果绣球
大果绣球（学名：Hydrangea macrocarpa）为绣球花科绣球属下的一个种。

## 扩展阅读
- 維基物種上的相關：大果绣球